# Anastrophyllum coriaceum
Anastrophyllum coriaceum là một loài rêu trong họ Anastrophyllaceae. Loài này được Austin Stephani mô tả khoa học đầu tiên năm 1897.